# Stanfieldiella oligantha
Stanfieldiella oligantha är en himmelsblomsväxtart som först beskrevs av Gottfried Wilhelm Johannes Mildbraed, och fick sitt nu gällande namn av John Patrick Micklethwait Brenan. Stanfieldiella oligantha ingår i släktet Stanfieldiella och familjen himmelsblomsväxter. Inga underarter finns listade.